# Joachim Löw
Joachim Löw (* 3. února 1960, Schönau, Západní Německo) je bývalý trenér německé fotbalové reprezentace a bývalý fotbalový záložník. U reprezentace skončil po ME 2020.
U reprezentace Německa působil jako hlavní trenér od roku 2006 do roku 2021, předtím byl od roku 2004 asistentem trenéra Jürgena Klinsmanna.

## Klubová kariéra
V roce 1978 začal hrát fotbal v klubu SC Freiburg.
Později hrál též za Stuttgart, Eintracht Frankfurt nebo Karlsruher, do Freiburgu se pak ještě dvakrát vrátil.
Za německou reprezentaci hráčů do 21 let odehrál čtyři zápasy.

## Trenérská kariéra
V srpnu 2004 se Joachim Löw stal asistentem Jürgena Klinsmanna, který po krachu na mistrovství Evropy 2004 převzal trénování národního mužstva. Práci obou dvou měl doplňovat manažer a další bývalý fotbalista Oliver Bierhoff.
Klinsmann dovedl Německo na domácím světovém šampionátu v roce 2006 ke třetímu místu.

### EURO 2008

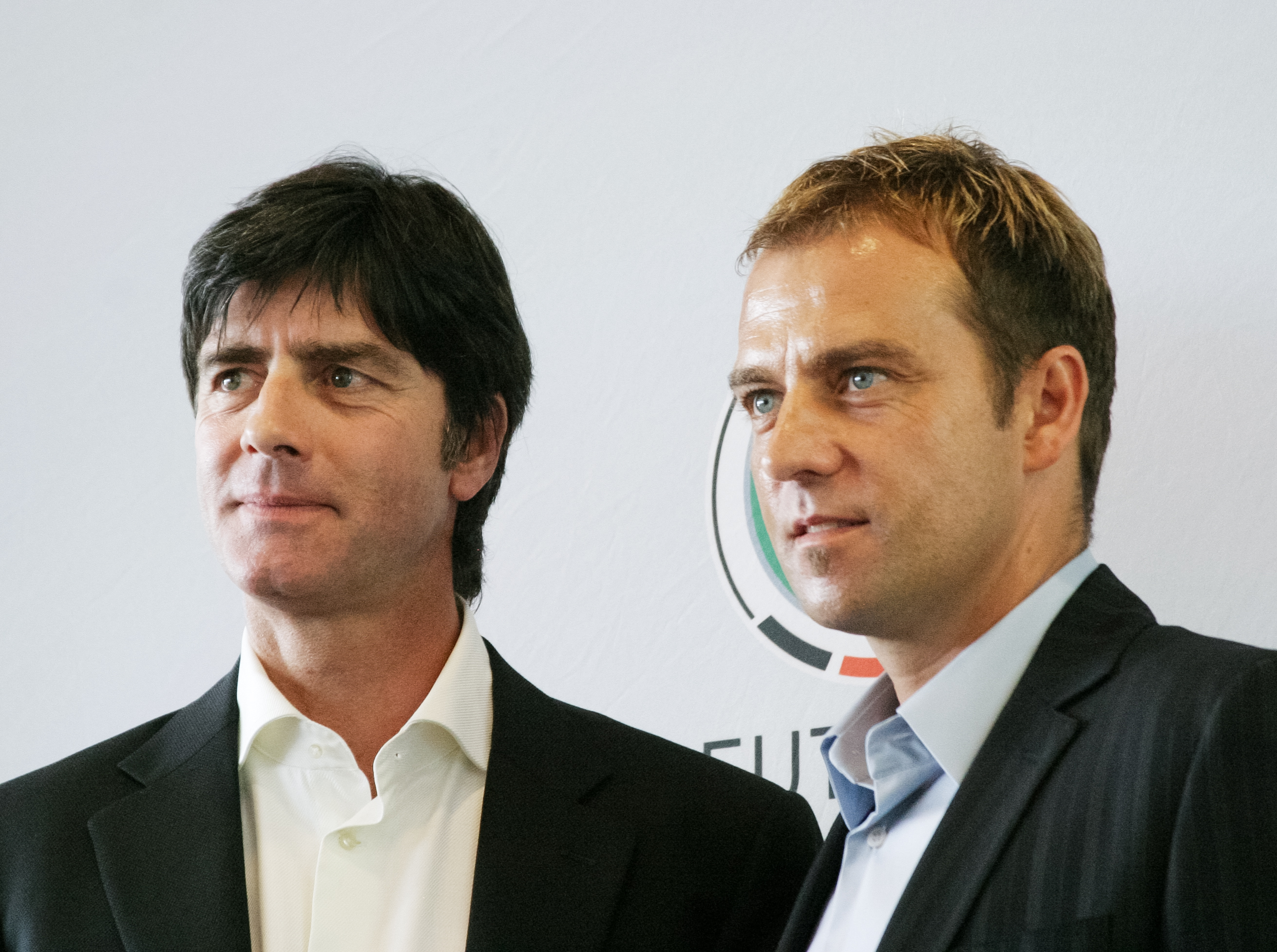
Joachim Löw a jeho asistent Hansi Flick

#### Kvalifikace
První zápas v roli hlavního kouče zvládl, když 16. srpna 2006 v přátelském klání proti Švédsku dovedl mužstvo k výhře 3:0.
Záhy započala kvalifikace na EURO 2008. Německo se ve skupině mělo střetnout s Českem, Slovenskem, Irskem, Walesem, Kyprem a San Marinem.
Úvodní utkání proti 2. září 2006 Irsku na domácí půdě skončilo vítězně, o což se jediným gólem zasadil Lukas Podolski.
O pět dní později v San Marinu vyhrálo Německo vysoko 13:0.
První kvalifikační porážku utrpěl tým až v říjnu 2007 doma proti Česku (0:3), ale to už Německo mělo postup zajištěn, navíc dříve než ostatní evropské týmy.
Nakonec se umístilo druhé za Českem.

#### Závěrečný turnaj
EURO 2008 pro Německo začalo zápasem proti Polsku. Vítězství 2:0 zařídil dvěma góly 23letý útočník polského původu Lukas Podolski. Pro reprezentaci Německa šlo o vůbec první výhru na evropském šampionátu od finále EURO 1996 proti Česku, neboť na turnajích v letech 2000 a 2004 tři body nezískalo.
Druhý zápas skupiny „B“ proti Chorvatsku byli Löwovi svěřenci poraženi 2:1, navíc oslabili o vykartovaného Bastiana Schweinsteigera. Byla to teprve druhá soutěžní porážka Löwa v národním mužstvu.
Přímý kop Michaela Ballacka proměněný v gól rozhodl proti Rakousku o postupu do čtvrtfinále na úkor soupeře a spolupořadatele turnaje.
Proti Portugalsku zařídili vítězství 3:2 navrátivší se Schweinsteiger, Klose a Ballack.
Dramatické semifinále proti Turecku dopadlo výsledkem 3:2 pro Německo znovu hrající v rozestavení 4–5–1. Soupeř Löwa, trenér Fatih Terim, neměl možnost užít služeb několika hvězd včetně útočníka Nihata Kahveciho. Navzdory tomu otevřeli skóre Turci a vyrovnávat musel Schweinsteiger. Klose ve druhé půli upravil stav na 2:1, ale na jeho trefu gólově zareagoval Semih Şentürk. Semifinále rozhodl v 89. minutě vítězným gólem Philipp Lahm.
Ve finále se Španělskem tahalo Německo za kratší konec a po gólu Torrese prohrálo 0:1.

### MS 2010

#### Kvalifikace
Reprezentace prošla kvalifikací bez prohry z první příčky před Ruskem.
V únoru 2009 dal Löw v přátelském utkání příležitost mladému 20letému Mesutu Özilovi, jedné z bodoucích opor reprezentace.
Před turnajem se zranil Michael Ballack, jehož v roli kapitána nahradil krajní obránce Philipp Lahm.

#### Závěrečný turnaj
V prvním utkání mistrovství světa v Jihoafrické republice se Německo postavilo Austrálii, kterou „smetlo“ výsledkem 4:0. Ve druhém utkání skupiny „D“ ale Löw narazil na Srbsko. V prvním poločase byl vyloučen Klose a branka Jovanoviće přisoudila výhru Srbům. Reprezentace tak poprvé od roku 1986 prohrála ve skupině světového turnaje.
Proti Ghaně zajistil postup jediným gólem utkání Özil.
Osmifinálový střet s Anglií poznamenala kontroverze, když případný vyrovnávací gól Anglie na 2:2 rozhodčí neuznali. Přesto byl tým Joachima Löwa tím lepším a na úvodní dvě branky Kloseho a Podolskiho ve druhém poločase navázal dvěma brankami Müller. Německo vyhrálo 4:1.
Ve čtvrtfinále proti Argentině se Die Mannschaft potřetí na turnaji blýskl čtyřmi góly a vyprovodil jihoamerické mužstvo trénované Diegem Maradonou výsledkem 4:0. To mělo navzdory přítomnosti Lionela Messiho potíže vypracovat si šance, naopak bylo ohrožováno rychlými německými protiútoky. Při svém stém zápase vstřelil dvě branky Klose, tým ale pro semifinále zaznamenal ztrátu v podobě vykartovaného Müllera.
Po semifinále se však radovali svěřenci Vicente del Bosqueho, kteří v zápase dominovali a vyhráli 1:0 díky hlavičce Carlese Puyola ve druhé půli.
Náplastí byla bronzová medaile po výhře 3:2 nad Uruguayí, byť přímý kop Diega Forlána v nastaveném čase orazítkoval břevno Neuerovy branky.
V tomto období Löw praktikoval zejména rozestavení 4–2–3–1, kdy Kloseho na hrotu útoku podporovali ze stran Podolski (zleva) a Müller (zprava). Uprostřed působil Özil, za kterým se pohybovali dva středopolaři.

### EURO 2012
EURO 2012 pořádali společně Polsko s Ukrajinou. Na úvod skupiny „B“ čelil tým Portugalsku a navzdory herní převaze se trápil se vstřelením gólu. V základní sestavě nastoupilo sedm fotbalistů Bayernu Mnichov. Až 20 minut před koncem to napravil útočník Mario Gómez a Německo tak získalo výhrou 1:0 cenné tři body.
Další výhra 2:1 nad Nizozemskem proměnila případný postup v jistotu a opět se o to zasloužil tentokráte dvougólový Mario Gómez.
Závěr skupiny proti Dánsku skončil vítězně a německý tým poprvé opanoval skupinovou fázi bez porážky.
Joachim Löw překvapil volbou v útoku a posadil útočnou trojici Podolski–Gómez–Müller. Proti Řecku startovali Marco Reus a André Schürrle se zkušeným Miroslavem Klosem na hrotu útoku. Německo porazilo Řecko 4:2 a vstoupilo do semifinále.
Itálie trénovaná Cesarem Prandellim se prezentovala kvalitním výkonem opírajícím se o záložní trojici Andrea Pirlo–Riccardo Montolivo–Daniele De Rossi. Löwův záměr bránit Pirla záložníkem Tonim Kroosem neuspěl. Startující Gómez a Podolski se nebyli schopni prosadit a na jejich místa nastoupili Klose a Reus. O vítězství 2:1 nad Němci se postaral dvougólový Mario Balotelli. Po závěrečném hvizdu se tak Německo muselo smířit se třetím místem na turnaji.

### MS 2014
Německo vedl i na Mistrovství světa 2014 v Brazílii, kde s týmem mohl slavit zisk zlatých medailí po finálové výhře 1:0 proti Argentině. Německo získalo čtvrtý titul (první od roku 1990) a zároveň se stalo prvním evropským týmem, který ho vyhrál na jihoamerickém kontinentu. Po mistrovství světa 2014 v Brazílii zůstal v pozici německého trenéra na další dva roky.

### EURO 2016
Mistrovství Evropy 2016 pořádané Francií začal německý tým vítězstvím 2:0 nad Ukrajinou, které se však nerodilo snadno. Střed pole kontroloval Toni Kroos a Bastian Schweinsteiger, jehož herní praxe byla limitována zraněními. Nepovedeným výkonem se předvedl Mario Gómez, který byl na hrotu odříznutý od ostatních.
Do druhého skupinového utkání s Polskem nasadil Joachim Löw Maria Götzeho namísto Gómeze, ale utkání skončilo nerozhodně 0:0, což oba týmy posunulo blíže vyřazovacím bojům. Do středu obrany se vrátil Mats Hummels, po jehož boku se dobrým výkonem předvedl Jérôme Boateng.
Ve třetím utkání Německo jediným gólem Gómeze překonalo Severní Irsko. Němci v utkání dominovali a statisticky drželi balón 79% herního času.
Do osmifinálového utkání se Slovenskem vstoupili Němci v rozestavení 4-2-3-1 s Draxlerem nalevo, Özilem uprostřed a Müllerem napravo. Na hrotu se opět ukázal Gómez. Počtvrté na šampionátu udržel tým čisté konto a vyhrál 3:0.
Ve čtvrtfinále na Německo čekala Itálie, tedy soupeř, kterého Německo na velkém turnaji do té doby nikdy neporazilo. Utkání nerozhodlo ani prodloužení, což do hry vneslo penaltový rozstřel, ve kterém po výsledku 6:5 uspěli Němci.
Semifinále proti domácí Francii však skončilo vítězstvím 2:0 pro Francouze.

## Úspěchy a ocenění
Ocenění a řády:
- Kříž Řádu za zásluhy Spolkové republiky Německo (2010)
- Stříbrný vavřínový list (Silbernes Lorbeerblatt)
- Síň slávy německého sportu

## Osobní život
Celkem má tři sourozence, tři bratry.
V 17 letech dokončil školu a poznal se s budoucí manželkou Danielou. Roku 1986 vstoupili do manželství, které ukončili rozvodem v roce 2016, po 30 letech.
V roce 2003 zdolal horu Kilimandžáro v Tanzanii.